# MRPL13
MRPL13 (англ. Mitochondrial ribosomal protein L13) – білок, який кодується однойменним геном, розташованим у людей на короткому плечі 8-ї хромосоми. Довжина поліпептидного ланцюга білка становить 178 амінокислот, а молекулярна маса — 20 692.
| 10         |  | 20         |  | 30         |  | 40         |  | 50         |
| ---------- |  | ---------- |  | ---------- |  | ---------- |  | ---------- |
| MSSFSRAPQQ |  | WATFARIWYL |  | LDGKMQPPGK |  | LAAMASIRLQ |  | GLHKPVYHAL |
| SDCGDHVVIM |  | NTRHIAFSGN |  | KWEQKVYSSH |  | TGYPGGFRQV |  | TAAQLHLRDP |
| VAIVKLAIYG |  | MLPKNLHRRT |  | MMERLHLFPD |  | EYIPEDILKN |  | LVEELPQPRK |
| IPKRLDEYTQ |  | EEIDAFPRLW |  | TPPEDYRL   |  |            |  |            |

A: Аланін

C: Цистеїн

D: Аспарагінова кислота

E: Глутамінова кислота

F: Фенілаланін

G: Гліцин

H: Гістидин

I: Ізолейцин

K: Лізин

L: Лейцин

M: Метіонін

N: Аспарагін

P: Пролін

Q: Глутамін

R: Аргінін

S: Серин

T: Треонін

V: Валін

W: Триптофан

Кодований геном білок за функціями належить до рибонуклеопротеїнів, рибосомних білків. 
Задіяний у такому біологічному процесі, як ацетилювання. 
Локалізований у мітохондрії.